# Clã Davidson
O Clã Davidson é um clã escocês da região das Terras Altas, Escócia.
O atual chefe é Alister Davidson of Davidston.